# Подречье (Брестская область)
Подречье (бел. Падрэчча) — деревня в Жабинковском районе Брестской области Беларуси. Входит в состав Степанковского сельсовета.

## География
Деревня находится в западной части Брестской области, при автодороге Р-7, на расстоянии приблизительно 5 километров (по прямой) к северо-западу от города Жабинка, административного центра района. Абсолютная высота — 144 метра над уровнем моря. Площадь населённого пункта — 0,1054 км².

## История
В письменных источниках начинает упоминаться начиная с XVII века. В XVIII веке владельческая деревня, собственность князей Чарторыйских.
По состоянию на 1905 год, в Подречье проживало 133 человека. В административном отношении деревня входила в состав Збигоровской волости Кобринского уезда Гродненской губернии.
Согласно Рижскому мирному договору (1921), деревня вошла в состав межвоенной Польши, входила в состав гмины Сехновиче Кобринского повета Полесского воеводства. В 1921 году числилось 34 жителя, проживавших в 6 домах. В этническом составе населения того периода поляки составляли 100 %. В конфессиональном составе населения православные христиане составляли 100 %.
С 1939 года в БССР, с 1940 года в составе Степанковского сельсовета.

## Население
По данным переписи 2019 года, в деревне проживало 18 человек.
| Год  | Население, человек |
| ---- | ------------------ |
| 1846 | 22                 |
| 1897 | ↗ 122              |
| 1905 | ↗ 133              |
| 1921 | ↘ 34               |
| 1959 | ↗ 68               |
| 1970 | ↗ 73               |
| 2005 | ↘ 26               |
| 2009 | ↗ 27               |
| 2019 | ↘ 18               |